# Pervagor melanocephalus
Pervagor melanocephalus és una espècie de peix de la família dels monacàntids i de l'ordre dels tetraodontiformes.

## Morfologia
- Els mascles poden assolir 16 cm de longitud total.[1]

## Depredadors
A Austràlia és depredat per Plectropomus leopardus.

## Hàbitat
És un peix marí, de clima tropical i associat als esculls de corall que viu entre 20-40 m de fondària.

## Distribució geogràfica
Es troba a l'Índic i l'oest del Pacífic.

## Observacions
És inofensiu per als humans.